# Beyond Good & Evil
Beyond Good & Evil is een computerspel, uitgegeven door Ubisoft, en ontworpen door Michel Ancel (ook wel bekend van Rayman). BG&E is in 2003 uitgebracht en verscheen op de PlayStation 2, GameCube, Xbox en de Windows PC. Het was oorspronkelijk bedoeld als trilogie, maar door de slechte verkoopcijfers liet een vervolg een tijd op zich wachten. Toch werd dankzij de goede kritieken in de pers in mei 2008 een vervolg aangekondigd. Een paar dagen later werd er een teaser getoond op de Ubidays 2008. In 2011 kwam het spel beschikbaar op PlayStation Network en Xbox Live Arcade.

## Verhaallijn
Beyond Good & Evil speelt zich af op de planeet Hillys die aangevallen wordt door buitenaardse DomZ. Jade is een freelance fotografe, die samen met haar oom Pey'j in een vuurtoren woont. Daar runnen ze een opvangcentrum voor kinderen van wie de ouders door de DomZ zijn ontvoerd. Helaas is in het begin van het verhaal het geld op en valt het stroomschild uit. De DomZ vallen aan en Jade moet de kinderen zien te bevrijden. Dat lukt met behulp van Pey'j.
Er verdwijnen steeds meer mensen op Hillys en het lukt de plaatselijke strijdkrachten, de Alpha-secties, dus niet om de veiligheid te garanderen.
Er zit een luchtje aan deze Alpha-secties en dat levert kritiek op van de bevolking.
Voor geld neemt Jade een baan aan om alle dieren van de planeet te fotograferen. Ook wordt Jade gespot door het IRIS-netwerk (een verzetsgroep) en besluit ze hen te helpen de waarheid over de Alpha-secties te onthullen en te bewijzen dat ze onder één hoedje spelen met de DomZ.
Jade gaat gevaarlijke missies tegemoet met Pey'j en de correspondent van IRIS Dubbel H, waarbij haar camera van groot belang is om de waarheid te onthullen. Langzamerhand komt het team zo meer te weten over het verband tussen de DomZ, de Alpha-secties en ook de mysterieuze achtergrond van Jade. Op een van de missies wordt Pey'j ontvoerd door de Alpha-secties en gaat Jade zelf naar de maan om hem te redden.
Uiteindelijk rust het op Jades schouders om de wereld te redden.

## Soundtrack
De soundtrack van Beyond Good & Evil, geschreven en uitgevoerd door de Franse componist Christophe Heral, wordt gezien als een van de beste delen van het spel. Dat laat zien hoe belangrijk muziek kan zijn in games. Het aanbod van muziek is groot en varieert van spannende achtervolgingsballades, snelle complexe ritmes bij het vechten, een thematische ouverture, en zelfs Franse hiphop en reggae.
De soundtrack is nooit apart uitgebracht, maar voor de fans heeft Ubisoft ze op internet gezet en is de soundtrack op verschillende sites te downloaden.

## Nederlandse versie
Beyond Good & Evil is in verschillende talen gelokaliseerd, en zo ook in het Nederlands. Vrijwel alles is vertaald door lokalisator U-TRAX. De dialogen kloppen goed en kunnen erg grappig zijn door de soms aangepaste teksten. De hoofdrollen worden vertolkt door de volgende stemacteurs:
- Niki Romijn (Jade)
- Stan Limburg (Pey'j)
- Victor van Swaay (Dubbel H)
Bij de GameCube-versie leverde de lokalisatie een probleem op, want daar bestond de keuze enkel uit Nederlands en Frans en ontbrak de optie om in het Engels te spelen. Deze optie stond echter wel vermeld op de cover van het spel.

## Platform
| Jaar | Platform                               |
| ---- | -------------------------------------- |
| 2003 | GameCube, PlayStation 2, Windows, Xbox |
| 2011 | PlayStation 3, Xbox 360                |

## Ontvangst
| \| Recensiescore \| Recensiescore \| \| Recensieverzamelaar \| Score \| \| ------------------- \| -------------------------------------------------------------------------------------------------- \| \| GameRankings \| (Xbox) 88,61%[1] (NGC) 88,14%[2] (PS2) 87,09%[3] (pc) 83,22%[4] (X360) 85,08%[5] (PS3) 84,42%[6] \| \| Metacritic \| (Xbox) 87/100[7] (GC) 87/100[8] (PS2) 86/100[9] (X360) 84/100[10] (PS3) 83/100[11] (PC) 83/100[12] \| \| Publicist \| Score \| \| Eurogamer \| (PS3,X360) 9/10[13] \| \| Gamer.nl \| (PS3, X360)8/10[14] \| \| InsideGamer \| (X360) 8/10[15] \| \| Power Unlimited \| (pc,PS2) 88/100[16] (NGC,Xbox) 90/100[17] \| \| FOK! \| (X360) 8,5/10[18] \| |                                                                                |
| Recensiescore |                                                                                |
| Recensieverzamelaar | Score                                                                          |
| GameRankings | (Xbox) 88,61% (NGC) 88,14% (PS2) 87,09% (pc) 83,22% (X360) 85,08% (PS3) 84,42% |
| Metacritic | (Xbox) 87/100 (GC) 87/100 (PS2) 86/100 (X360) 84/100 (PS3) 83/100 (PC) 83/100  |
| Publicist | Score                                                                          |
| Eurogamer | (PS3,X360) 9/10                                                                |
| Gamer.nl | (PS3, X360)8/10                                                                |
| InsideGamer | (X360) 8/10                                                                    |
| Power Unlimited | (pc,PS2) 88/100 (NGC,Xbox) 90/100                                              |
| FOK! | (X360) 8,5/10                                                                  |

## Trivia
- Het spel is opgenomen in het boek 1001 Video Games You Must Play Before You Die van Tony Mott.